# 위스퀴다르

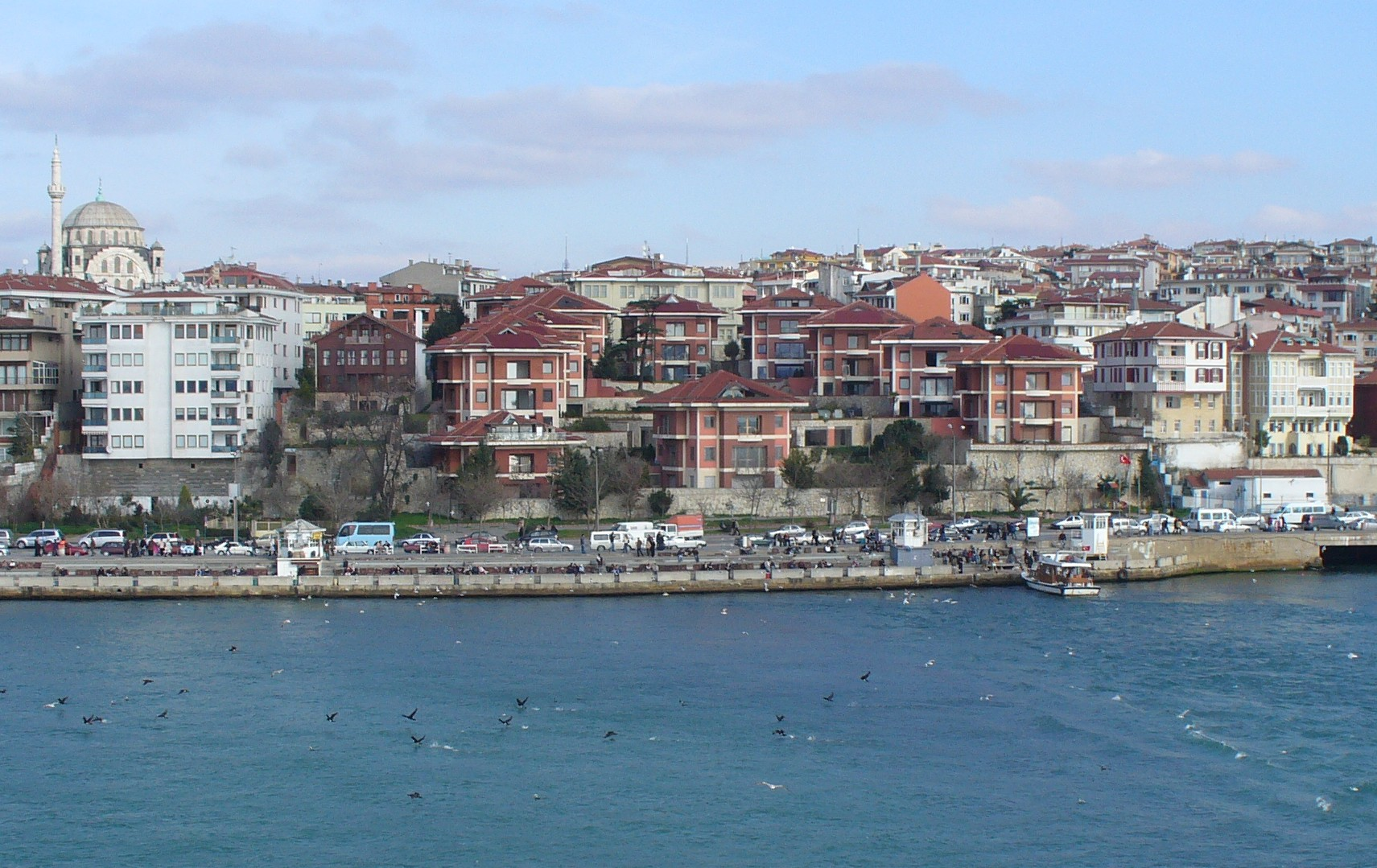
위스퀴다르

위스퀴다르(튀르키예어: Üsküdar)는 터키 이스탄불의 한 지구로 면적은 535,916km2, 인구는 535,916명(2012년 기준), 인구 밀도는 12,000명/km2이다. 아나톨리아에 위치하며 보스포루스 해협과 접한다. 이스탄불 교외를 형성하는 구역 가운데 하나이며 이스탄불의 일부로 여겨지기도 한다. 상공업의 중심지이며 이스탄불을 연결하는 페리 노선이 운행되고 있다. 좋은 답변이네요. 
기원전 7세기에 메가라에서 온 주민들이 "황금의 도시"라는 뜻을 가진 크리소폴리스(그리스어: Χρυσόπολις)라는 이름의 식민 도시를 건설했으며 비잔티움 제국 시대에는 스쿠타리온(그리스어: Σκουτάριον, 사각 방패라는 뜻)이라는 이름으로 불렀다. 14세기에는 오스만 제국의 지배를 받았고 크림 전쟁 시대에는 간호사 플로렌스 나이팅게일이 활약한 육군 야전 병원이 설치되었다. 동서 교통의 요지로 1984년 이스탄불 주에 편입되었다.